# Polycyrtus areolatus
Polycyrtus areolatus är en stekelart som beskrevs av Joseph Augustine Cushman 1931. Polycyrtus areolatus ingår i släktet Polycyrtus och familjen brokparasitsteklar. Inga underarter finns listade i Catalogue of Life.